# Juncus anatolicus
Juncus anatolicus là một loài thực vật có hoa trong họ Juncaceae. Loài này được Snogerup mô tả khoa học đầu tiên năm 1978.